# Bang Bang (Green Day)
Bang Bang is een nummer van de Amerikaanse rockband Green Day uit 2016. Het is de eerste single van hun twaalfde studioalbum Revolution Radio.
Volgens Green Day is "Bang Bang" het "meest agressieve nummer dat we ooit hebben gemaakt", en gaat het over de "schietpartijen in Amerika gemixt met narcistische sociale media". Het nummer had wereldwijd niet veel succes. In Nederland haalde het nummer in hitlijsten, in Vlaanderen haalde het de 3e plek in de Tipparade.